# U-39 (1938)
U-39 – niemiecki okręt podwodny typu IX, pierwszy U-Boot zatopiony podczas II wojny światowej. Okręt został zamówiony przez Kriegsmarine 29 lipca 1936 roku w ramach niemieckiego planu rozbudowy floty. Stępkę jednostki położono w stoczni AG Weser w Bremie 2 czerwca 1937 roku. Zwodowano go 22 września a wcielono do służby 10 grudnia 1938 roku, dowódcą został mianowany Kapitänleutnant Gerhard Glattes.
14 września 1939 roku, podczas pierwszego wojennego patrolu, dowódca U-39 podjął próbę ataku na brytyjski lotniskowiec „Ark Royal”. Wystrzelone torpedy eksplodowały jednak przedwcześnie, co spowodowało kontratak niszczycieli eskorty. Ciężko uszkodzony niemiecki U-39 został zmuszony do wynurzenia; cała 44-osobowa załoga zdołała się ewakuować i została wzięta do niewoli, a sam okręt zatonął.

## Zamówienie i budowa
16 listopada 1935 roku dowództwo Kriegsmarine zatwierdziło plan rozbudowy floty, przewidujący między innymi rozpoczęcie prac nad ośmioma jednostkami oceanicznego typu IX. Sytuacja polityczna, związana z remilitaryzacją Nadrenii spowodowała jednak chwilowe wstrzymanie ich budowy. Zamówienie na przyszły U-39 złożono w należącej do koncernu Deschimag stoczni AG Weser w Bremie 29 lipca 1936 roku, zaś budowę rozpoczęto 2 czerwca 1937 roku. Otrzymała ona numer stoczniowy 944.
U-39 został zwodowany 22 września 1938 roku, a do służby w Kriegsmarine przekazano go 10 grudnia tegoż roku. Pierwszym (i jedynym w historii okrętu) dowódcą został Kapitänleutnant Gerhard Glattes.

## Charakterystyka taktyczno-techniczna
U-39 należał do oceanicznego typu IX. Jego wyporność na powierzchni wynosiła 1032 ton metrycznych, w zanurzeniu 1153 ton (maksymalna bojowa 1408 ton). Miał długość całkowitą 76,5 m, szerokość maksymalną 6,51 m, długość i szerokość kadłuba sztywnego odpowiednio 58,75 oraz 4,4 m. Wyliczeniowa maksymalna głębokość zanurzenia wynosiła 200 m, czas zanurzenia do głębokości peryskopowej około 35 sekund. Okręt posiadał trzy peryskopy.
Napęd stanowiły dwa czterosuwowe, dziewięciocylindrowe silniki wysokoprężne M 9 V 40/46 firmy MAN, o stałej mocy maksymalnej po 2200 KM przy 470 obrotach na minutę (z doładowaniem po 2500 KM przy 490 obrotach przez maksymalnie 30 minut) oraz dwa silniki elektryczne SSW G U 345/34, o mocy maksymalnej po 500 KM przy 275 obrotach na minutę. Poruszały one dwie trójłopatowe śruby, wykonane ze stopu mosiądzu, o średnicy 1,92 m. Prędkość maksymalna na powierzchni wynosiła 18,2 węzła, w zanurzeniu 7,7 węzła, zasięg maksymalny odpowiednio 10 500 mil morskich przy 10 węzłach i 154 tonach zapasu paliwa oraz 64 mile morskie przy 4 węzłach.
Uzbrojenie torpedowe okrętu stanowiły 22 torpedy G7a i G7e wystrzeliwane z sześciu wyrzutni torpedowych kalibru 533 mm – czterech na dziobie oraz dwóch na rufie. Zamiast torped okręt mógł zabrać 44 miny morskie typu TMA bądź 66 typu TMB. Uzbrojenie artyleryjskie składało się z działa 10.5 cm SK L/45 kal. 105 mm z zapasem 180 pocisków, działa przeciwlotniczego kal. 37 mm z zapasem 2625 pocisków oraz działa przeciwlotniczego kal. 20 mm z zapasem 4250 pocisków. Etatowa załoga składała się z czterech oficerów oraz 44 podoficerów i marynarzy, w rejsie bojowym we wrześniu 1939 roku składała się z 43 lub 44 osób.

## Służba operacyjna
Po wejściu do służby okręt włączono w skład 6. Flotylli U-Bootów stacjonującej w Kilonii. Na swój pierwszy wojenny patrol wypłynął 19 sierpnia 1939 roku z Wilhelmshaven. Jego trasa wiodła przez Morze Północne na Ocean Atlantycki, na północny zachód od wybrzeży Irlandii. 10 września był atakowany bombami głębinowymi przez niezidentyfikowany okręt przeciwnika, ale w zanurzeniu uszedł pościgowi.
14 września U-39 natknął się na brytyjski lotniskowiec „Ark Royal”, odbywający w eskorcie niszczycieli patrol przeciwko okrętom podwodnym. Opuścił on swoją eskortę, aby umożliwić start samolotom pokładowym, wysyłanym w pościg za innym U-Bootem, U-30, atakującym właśnie odległy o około 200 mil morskich frachtowiec. Po zajęciu dogodnej pozycji Glattes wystrzelił w kierunku lotniskowca trzy torpedy typu G7e z zapalnikami magnetycznymi. Na skutek wady zapalników wszystkie eksplodowały przedwcześnie, zwracając uwagę obserwatorów na lotniskowcu oraz alarmując niszczyciele eskorty (według innego źródła wystrzelone zostały dwie torpedy, ich ślady zostały zauważone na „Ark Royal”, który zdołał wykonać zwrot a torpedy eksplodowały w jego śladzie torowym).
Niszczyciele „Foxhound”, „Firedrake” oraz „Faulknor” natychmiast zawróciły w stronę lotniskowca, przeszukując głębiny przy pomocy azdyku. Po uchwyceniu kontaktu sonarowego najpierw „Foxhound”, a później kolejno „Faulknor” i „Firedrake” wykonały ataki bombami głębinowymi, które spowodowały ciężkie uszkodzenie U-39. W obliczu licznych przecieków oraz rozbitych akumulatorów jego dowódca został zmuszony do wynurzenia i wydał rozkaz samozatopienia jednostki. Niszczyciele ostrzelały przeciwnika, przerwały jednak ogień, gdy załoga zaczęła opuszczać pokład U-Boota. „Foxhound” zawrócił w celu staranowania okrętu podwodnego, lecz ostatecznie zrezygnował z tego. U-39 zatonął rufą naprzód, o 16.07 – godzinę po wykonaniu niefortunnego ataku – na przybliżonej pozycji 58°32′N 11°49′W/58,533333 -11,816667. Cała załoga (44 lub 43 marynarzy) została wyratowana przez Brytyjczyków i dostała się do niewoli.